# Kanton Le Grand-Pressigny
Der Kanton Le Grand-Pressigny war bis 2015 ein französischer Wahlkreis im Arrondissement Loches, im Département Indre-et-Loire und in der Region Centre-Val de Loire; sein Hauptort war Le Grand-Pressigny.
Der Kanton Le Grand-Pressigny war 267,22 km² groß und hatte 4054 Einwohner (Stand: 2012).
Der Kanton umfasste die Wahlberechtigten aus neun Gemeinden:
| Gemeinde           | Einwohner Jahr | Fläche km² | Bevölkerungsdichte | Code INSEE | Postleitzahl |
| ------------------ | -------------- | ---------- | ------------------ | ---------- | ------------ |
| Barrou             | 526 (2013)     | –          | – Einw./km²        | 37019      | 37350        |
| Betz-le-Château    | 573 (2013)     | –          | – Einw./km²        | 37026      | 37600        |
| La Celle-Guenand   | 382 (2013)     | –          | – Einw./km²        | 37044      | 37350        |
| Ferrière-Larçon    | 259 (2013)     | –          | – Einw./km²        | 37107      | 37350        |
| Le Grand-Pressigny | 957 (2013)     | –          | – Einw./km²        | 37113      | 37350        |
| La Guerche         | 187 (2013)     | –          | – Einw./km²        | 37114      | 37350        |
| Paulmy             | 231 (2013)     | –          | – Einw./km²        | 37181      | 37350        |
| Le Petit-Pressigny | 329 (2013)     | –          | – Einw./km²        | 37184      | 37350        |
| Saint-Flovier      | 591 (2013)     | –          | – Einw./km²        | 37218      | 37600        |